# Roger Zami Guébré
 (août 2025).
La mise en forme du texte ne suit pas les recommandations de Wikipédia : il faut le « wikifier ».
Les points d'amélioration suivants sont les cas les plus fréquents :
- Les titres sont pré-formatés par le logiciel. Ils ne sont ni en capitales, ni en gras.
- Le texte ne doit pas être écrit en capitales (les noms de famille non plus), ni en gras, ni en italique, ni en « petit »…
- Le gras n'est utilisé que pour surligner le titre de l'article dans l'introduction, une seule fois.
- L'italique est rarement utilisé : mots en langue étrangère, titres d'œuvres, noms de bateaux, etc.
- Les citations ne sont pas en italique mais en corps de texte normal. Elles sont entourées par des guillemets français : « et ».
- Les listes à puces sont à éviter, des paragraphes rédigés étant largement préférés. Les tableaux sont à réserver à la présentation de données structurées (résultats, etc.).
- Les appels de note de bas de page (petits chiffres en exposant, introduits par l'outil «  Source ») sont à placer entre la fin de phrase et le point final[comme ça].
- Les liens internes (vers d'autres articles de Wikipédia) sont à choisir avec parcimonie. Créez des liens vers des articles approfondissant le sujet. Les termes génériques sans rapport avec le sujet sont à éviter, ainsi que les répétitions de liens vers un même terme.
- Les liens externes sont à placer uniquement dans une section « Liens externes », à la fin de l'article. Ces liens sont à choisir avec parcimonie suivant les règles définies. Si un lien sert de source à l'article, son insertion dans le texte est à faire par les notes de bas de page.
- La présentation des références doit suivre les conventions bibliographiques. Il est recommandé d'utiliser les modèles {{Ouvrage}}, {{Chapitre}}, {{Article}}, {{Lien web}} et/ou {{Bibliographie}}. Le mode d'édition visuel peut mettre en forme automatiquement les références.
- Insérer une infobox (cadre d'informations à droite) n'est pas obligatoire pour parachever la mise en page.

Pour une aide détaillée, merci de consulter Aide:Wikification.
Si vous pensez que ces points ont été résolus, vous pouvez retirer ce bandeau et améliorer la mise en forme d'un autre article.
Roger Zami Guébré est un acteur et comédien Burkinabè. Il est plus connu sous le nom de Commissaire Zami pour son rôle dans la série à succès Commissariat de Tampy. 

## Biographie

### Enfance et Études
Roger Zami Guébré est né en 1946 à Niagho, un village de Tenkodogo au Burkina Faso. Il débute son cursus primaire en octobre 1953 à l’école primaire catholique sous le nom de Guébré Soumaïla. En classe de CM1, l’école exigea de baptiser tous les élèves. Après des pourparlers avec le père de ce dernier, qui était alors chef de Terre, il accepta le baptême de Guébré Soumaïla qui prend alors le nom « Roger ». Quant à son nom « Zami », il le prendra plutard en hommage au courage du boxer Roger Zami. Après l’obtention de son certificat d’étude primaire, il fait des études techniques en comptabilité au Lycée technique de Ouagadougou (LTO) et obtient son BEP en comptabilité. 

### Carrière
Ensuite, il s’installe en Côte d’ivoire sur proposition de son oncle qui lui proposait un poste en tant chef comptable adjoint de Blohorn, une société de savonnerie –huilerie à Abidjan où il passa seulement huit mois. Mais Roger Zami opte plutôt pour le journalisme sportif par passion. Ainsi, de 1971 à 1979, il exerce en tant que journaliste sportif à Fraternité Matin et collaborait aussi avec les média Ivoire Dimanche (ID), Carrefour africain (Burkina Faso), Bulletin quotidien (Burkina Faso) et Sportif ivoirien dont il a été envoyé spécial au Burkina Faso. 
Le 10 septembre 1979, Roger Zami revient au Burkina Faso et intègre le Quotidien Dounia, un journal du RDA, le parti au pouvoir au Burkina Faso. Ensuite, il a travaillé dans plusieurs autres médias comme l’Obsevateur Paalga et Horizon FM. 
Par contre, Roger Zami est plus connu comme acteur et comédien. En effet, il s’intéresse à la culture et au théâtre dès le primaire. En 1964, il remporte le premier prix en poésie dans un concours organisé par les établissements de Ouagadougou. Etant en Côte d’Ivoire, il a joué avec la troupe de Moussa Kourouma. En 1993, il est approché par le réalisateur Gaston Kaboré pour jouer dans son film Roger le fonctionnaire en tant qu’acteur principal. Ainsi débute sa carrière d’acteur au cinéma. Roger Zami Guébré est marié et père de 5 enfants. 

## Filmographie
(août 2025).
- 1993 : Roger le fonctionnaire
- 1993 : Chronique d’un échec annoncé
- 2000 : Taxi brousse
- 2003 : La cité pourrie
- 2005 : Commissariat de Tampy ( Saison 1 et 2)[4],
- 2006 : Le monde est un ballet de Issa Traoré de Brahima
- 2006 : Code phénix de Boubacar Diallo
- 2006 : Maty la tueuse
- 2008 : Un fantôme dans la ville
- 2011 : En attendant le votes des bêtes sauvages
- 2017 : Pas sans toi[5],
- 2017 : Folie d’amour de Yacouba Napon
- 2016 : Papa mon rivale de Zida Aboubacar dit Sidnaaba[6],[7],
- 2018 : Les funérailles de Richard
- 2020 : Bibata ou la cité de la passion
- 2020 : Ma parcelle ou la mort[8],
- 2020 : Ah, Ouaga
- 2023 : Rosana
- 2020 : Poisson d’avril
- 2020 : Présidentiel 2025
- 2021 : Madi Ligudi de Yacouba Napon alias MCZ.